# Mediodactylus aspratilis
Mediodactylus aspratilis là một loài thằn lằn trong họ Gekkonidae. Loài này được Anderson mô tả khoa học đầu tiên năm 1973.